# Talaromyces amestolkiae
Talarómyces amestólkiae  (лат.) — вид несовершенных грибов (телеоморфная стадия неизвестна), относящийся к роду Таларомицес (Talaromyces). Относится к группе видов с гладкими эллипсоидальными конидиями, дающих в культуре красную окраску реверса колоний, центральным видом которой является Talaromyces purpurogenus.

## Описание
Колонии на CYA на 7-е сутки 2,5—3 см в диаметре, с белым и жёлтым, в центре красноватым, мицелием, шерстистые, с довольно обильным спороношением в серо-зелёных тонах. Растворимый пигмент у большинства штаммов не выделяется, иногда необильный, красноватый. Реверс колоний тёмно-коричнево-красный до фиолетово-коричневого.
На агаре с солодовым экстрактом (MEA) колонии с белым и красным в центральной части мицелием, шерстистые, местами пучковатые. Спороношение довольно обильное, серо-зелёных тонов. Реверс тёмно-коричнево-красный.
На агаре с дрожжевым экстрактом и сахарозой (YES) колонии с белым и красным в центральной части мицелием, шерстистые, среднеобильно спороносящие. Растворимый пигмент не выделяется, реверс колоний коричнево-красный.
Конидиеносцы — двухъярусные кисточки с гладкостенной ножкой 90—180 мкм длиной и 2,5—3 мкм толщиной. Метулы в конечной мутовке по 3—6, расходящиеся, 9—15 мкм длиной. Фиалиды ланцетовидные, по 3—6 в пучке, 9,5—12 × 2,5—3 мкм. Конидии эллипсоидальные, гладкие до едва шероховатых, 2—3 × 1,5—2,5 мкм.
Некоторые штаммы при длительном культивировании образуют чёрные склероции.

### Отличия от близких видов
От Talaromyces purpurogenus и Talaromyces ruber отличается пучковато-шерстистыми колониями на агаре с солодовым экстрактом, а также необильным выделением кислот на креатиново-сахарозном агаре (CREA). От Talaromyces stollii отличается медленным ростом при +37 °C.

## Экология и значение
Повсеместно распространённый гриб, выделяемый с самых разнообразных субстратов по всему миру.

## Таксономия
Вид назван по имени Амелии Сток, исследователя систематики пенициллов, аспергиллов и грибов близких родов.
Типовой образец CBS H-21050, поддерживаемый в культуре CBS 132696, был получен при выделении из домовой пыли в Южной Африке.
Talaromyces amestolkiae Yilmaz, Houbraken, Frisvad & Samson, Persoonia 29: 48 (2012).